# Brachymenes wagnerianus
Brachymenes wagnerianus är en stekelart som först beskrevs av Henri Saussure 1875.  Brachymenes wagnerianus ingår i släktet Brachymenes och familjen Eumenidae. Inga underarter finns listade.